# 董秉軒
董秉軒（1998年1月9日—），是台灣棒球選手，守備位置為外野手，目前效力於中華職棒台鋼雄鷹。

## 生平
董秉軒出身宜蘭縣。就讀蘇澳國小時參加籃球隊，六年級時方轉學至三星國小，開始接受棒球訓練。他接著就讀三星國中、穀保家商。胞兄為歌手董柏霖。
於2020年季中選秀會被味全龍以第8輪第38順位選進。
截至2022年9月11日，董秉軒生涯共擊出5支全壘打，剛好這5支全壘打外婆都有到現場觀賽，其中2022年9月9日擊出第5支全壘打幫助球隊追平比數後當選該場比賽的MVP，外婆也親自為他頒獎。
2024年9月4日，董秉軒向球團提出任意引退，他對此表示：「決定卸下球員身份，不是放棄，而是前往更好的自己。」9月17日，在歡送場合上，他透露正在擔任健身教練。
2025年4月9日，董秉軒透過讓渡程序轉戰台鋼雄鷹。

## 經歷
- 中國文化大學棒球隊（美孚巨人）
- 安永鮮物棒球隊（2020年）
- 中華職棒味全龍（2020年–2024年）
- 中華職棒台鋼雄鷹（2025年–）

## 職棒生涯成績
| 年度 | 球隊   | 出賽 | 打數 | 安打 | 全壘打 | 打點 | 盜壘 | 四死 | 三振 | 壘打數 | 雙殺打 | 打擊率 | 上壘率 | 長打率 | OPS   |
| ---- | ------ | ---- | ---- | ---- | ------ | ---- | ---- | ---- | ---- | ------ | ------ | ------ | ------ | ------ | ----- |
| 2021 | 味全龍 | 19   | 55   | 14   | 3      | 7    | 0    | 5    | 19   | 28     | 1      | 0.255  | 0.317  | 0.509  | 0.826 |
| 2022 | 味全龍 | 41   | 126  | 27   | 2      | 14   | 0    | 9    | 36   | 38     | 0      | 0.214  | 0.263  | 0.302  | 0.565 |
| 2023 | 味全龍 | 5    | 8    | 1    | 0      | 0    | 0    | 4    | 3    | 2      | 0      | 0.125  | 0.417  | 0.250  | 0.667 |
| 2024 | 味全龍 | 3    | 11   | 2    | 0      | 0    | 0    | 0    | 2    | 3      | 1      | 0.182  | 0.182  | 0.273  | 0.455 |
| 合計 | 4年    | 68   | 200  | 44   | 5      | 21   | 0    | 18   | 60   | 71     | 2      | 0.220  | 0.282  | 0.355  | 0.637 |

## 外部連結
- 董秉軒在台灣棒球維基館上的頁面（繁體中文）
- 董秉軒在中華職棒官網
- 董秉軒在Baseball-Reference.com（小聯盟以及海外聯盟）（英语）
- 董秉軒在Global Sports Archive（英语）